# Split Engine

Split Cycle Engine

Eine Split Cycle Engine (auch Split Engine) ist ein Konzept zur Weiterentwicklung des Viertakt-Verbrennungsmotors.
Anstelle einer zeitlichen Trennung der Takte in jedem Zylinder werden hier die Takte räumlich auf zwei Zylinder (Zylinderpaar) aufgeteilt. 
Im ersten Zylinder finden Einlass und Kompression statt, im anderen Zylinder Verbrennung und Auslass. Durch einen Überleitungskanal wird die im Kompressionszylinder verdichtete Luft in den Verbrennungszylinder geleitet. Im Überleitungskanal oder im Kompressionszylinder wird Treibstoff eingespritzt und im Arbeitszylinder wird das Treibstoff-Luft-Gemisch gezündet. Durch die örtliche Aufteilung der Takte erreicht der Taktzyklus-Motor wegen des kälteren Verdichtungszylinders eine tiefere Temperatur des verdichteten Luft-Benzin-Gemisches. Dadurch und wegen der Zündung nach dem oberen Totpunkt werden insgesamt eine tiefere Arbeitstemperatur und geringere Stickoxidemissionen erreicht.
Wie bei aufgeladenen direkteinspritzenden Dieselmotoren sollen bei einer Split Engine über 40 % Wirkungsgrad möglich sein.
Die Technik kann ohne viel Aufwand zu einer Druckluft-Hybrid-Maschine erweitert werden. Die Druckluft, welche im Teillastbereich des Motors und auch beim Bremsen entsteht, kann in einem Presslufttank als vorverdichtete und vorgekühlte Ladeluft gespeichert werden.
Im März 2008 stellte die Scuderi Group einen ersten Prototyp ihres Split-Cycle-Motors vor, des Scuderi-Motors. Ein anderer Prototyp, bei dem Bosch Engineering als Entwicklungspartner für die Einspritzanlage und Motorsteuerung beteiligt war, wurde nach Firmenangaben im Januar 2009 fertiggestellt.

## Kritik
Aus thermodynamischer Sicht bewirkt die verspätete Zündung eine Verschlechterung des Wirkungsgrades. Der optimale Gleichraumprozess kann nicht realisiert werden. In den Überleitungsrohren kommt es durch Luftreibung und Erwärmung zu Verlusten, die der normale Viertaktmotor nicht kennt.

## Tour-Motor

Tour-Split-Motor

Seit 2007 arbeitet Hugo Tour aus Kirjat Gat (Israel) an einer eigenen Version eines Motors mit geteilten Taktzyklen. Der linke Zylinder saugt das kalte Kraftstoffgemisch an und verdichtet es, im rechten Zylinder wird es verbrannt und ausgestoßen. Die Kolben haben einen Drehwinkelversatz. Am Ende des Ausstosstaktes befindet sich kein Restgas mehr im Arbeitszylinder. Gezündet wird etwa 30° … 50° nach dem oberen Totpunkt des rechten Zylinders.
Es existieren zwei Prototypen (2008 und 2012), in dem zwei Standardmotoren miteinander kombiniert wurden. 
Gegenüber einem herkömmlichen Verbrennungsmotor soll er eine um 20 % höhere Energieausnutzung haben und um 30 % weniger Stickoxid ausstoßen.

## Sechstakt
Als Variante gibt es  einen dreizylindrigen Motor bei dem zwei kleine Kolben die Gasvorverdichtung übernehmen und einen zentralen großen Kolben antreiben.